# Křižácká bible

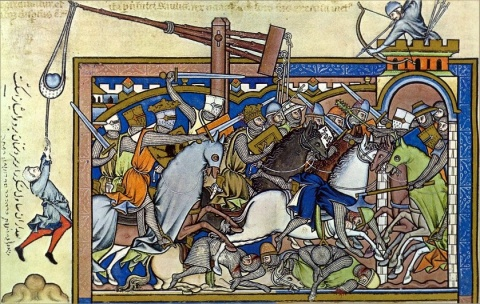

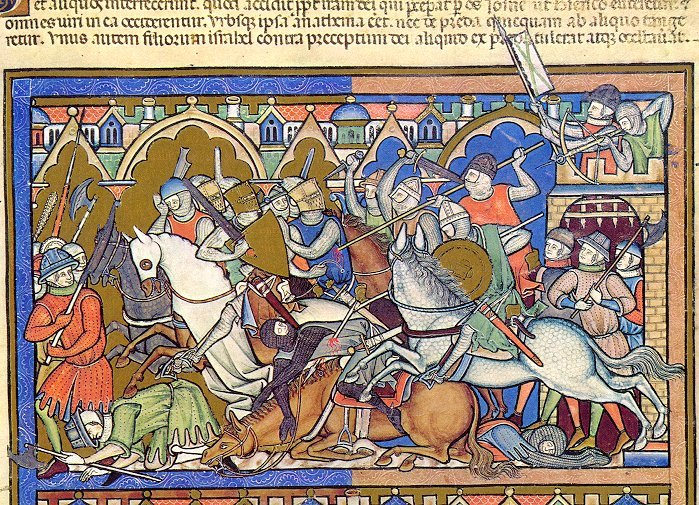
Izraelité jsou vyháněni z (kananejského městského státu) Aj (fol. 10r)

Křižácká bible je mimořádně bohatě zdobený středověký rukopis (původně bez textů) francouzské provenience. Vznik rukopisu je datován kolem roku 1250, kdy byl vytvořen na zakázku francouzského krále Ludvíka IX. Na velkém formátu byl zobrazeny události Starého zákona od Stvoření světa až po historii krále Davida.

## Název a historie díla
Pro rukopis se užívá několik názvů. Křižácká bible, Bible Ludvíka IX., Morganova bible či také Maciejowského bible – bohatě iluminovaný pergamenový foliant vznikl na objednávku francouzského krále v letech 1240 až 1250. Proto také nese název podle iniciátora šesté a sedmé kruciáty.
Manuskript, jehož historie v 15. a 16. století není známá, patřil na počátku 17. století patřil krakovskému biskupovi Bernardu Maciejowskému, který ho 1608. roku poslal prostřednictvím papežské delegace perskému šachovi Abbásu I..
V 18. století byla kniha patrně v držení židovských majitelů nebo správců, o čemž svědčí poznámky na okrajích zapsané většinou v perštině hebrejským písmem .
V 19. století koupil anglický bibliofil Thomas Phillipps folio od Řeka Jonase Athanasia.
V roce 1916  Phillippsovi potomci Bibli prodali americkému miliardáři Johnu Pierpontu Morganovi a nyní je přechovávána v Novém Yorku v Morgan Library & Museum (sygn. Ms M. 638).

## Obsah
Bible se skládá ze 43 pergamenových folií o rozměrech 390 × 300 mm. Na rozkaz Abbáse I z ní odebrali 3 folia, na kterých byla vyobrazena vzpoura Abšaloma, Davidova syna proti Davidovi (šáh tuto událost nepovažoval za vhodnou pro své syny). Dvě vyňatá folia jsou nyní uložena v Paříži ve Francouzské národní knihovně (sygn. MS Nouv. ACQ. Lat. 2294) a jedno se nachází v Los Angeles v Muzeu Paula Gettyho (sygn. MS 16).
Tato bible obsahuje 283 ilustrací k biblickým knihám od Genesis do 1. knihy královské ( do vlády krále Davida). Obrazy jsou po čtyřech na každé straně a ukazují příčinu a její důsledek (byť ne úplně vždy podle biblické chronologie, pokud např. měly ukázat prvou a nepravou vraždu). Tak měly za úkol posílit didaktickou roli obsahu Bible..
Tvůrci iluminací při své tvorbě byli nuceni klást velký důraz na zobrazení bitevních scén, které mělo zřejmě zapůsobit na budoucí účastníky kruciáty směřované do Svaté země. Maciejowského bible je jedním z nejlepších pramenů historie vojenství ve středověku. Předpokládá se, že na ní pracoval voják, a to podle důkladnosti, s jakou jsou ukázané podrobnosti zbraní a vybavení rytířů. Z pohledu kompozice i pečlivosti jsou bitevní scény mnohem lepší, než výjevy běžného života.
Původně kniha neměla žádné texty. polem poloviny 14. století byly připsány krátké poznámky latinou, popisující obsah ilustrací. Domníváme se dnes, že byly doplněné v Neapoli z iniciativy Karla I. z Anjou. V Persii – na pokyn Abbáse I – v knize doplnili překlad většiny latinských poznámek do perštiny. Později text rozšířili o hebrejsko-perské texty (perský text psaný hebrejskou abecedou).